# タイの鉄道トンネル一覧
タイの鉄道トンネル一覧（タイのてつどうトンネルいちらん）は、タイ王国にて鉄道に使用されるトンネル（タイ語・อุโมงค์、ウモーン）の一覧を示す。
ここではバンコクMRT（メトロ）の路線における地下区間も含める。

## 概要
1893年にタイ初の鉄道（パークナーム鉄道）が開通したが、同路線には鉄道トンネルが一切存在せず、初の官営鉄道（タイ国有鉄道の前身）として1897年に完成したバンコク - アユタヤ間（1900年にコラート延伸）も同様であった。
1901年に一部開業した支線（のちの北本線）は徐々に北方へ延伸、1911年には最古の鉄道トンネル2ヶ所を含む区間（パントンプン - メーファック間）が開通した。以後もチェンマイに向け延伸するとともにトンネルの数も増えた。1918年に開通した国内5番目のクンターン・トンネルはその集大成であり、1,352 mの掘削に11年を要した。
一方、他の路線では、南本線に唯一、チョンケーオトンネルが1914年に国内3番目のトンネルとして開通した。なおコラート方面については、東北本線としてラオス国境に向かい2方向に延伸するものの、トンネルは長らく存在しなかった。1967年に東北本線ブアヤイ支線開業と同時に、国内6番目のカオファンホーイトンネルが開通するまで半世紀間、この状況が続いた、
ちなみに北本線はドイツの、南本線はイギリスの技術指導のもと建設された。前者はもともと標準軌として開通していたが、1920年頃から約10年をかけ、南本線が採用するメーターゲージに統一された。
1995年、貨物専用線として新設された東本線のケンコーイ支線とともに、プラプッタチャイトンネルが設置された。タイ国内企業であるITDが完成させた。単線として開通したが、のちに複線化により2本目が掘削された。
2004年、バンコクに地下鉄（バンコク・メトロ ■ブルーライン）が開業。初開業区間 20 kmはすべて地下で、単一のトンネルとみなす場合これがタイ国内で最長となる。
のちに両端部とも延長され、タオプーン - タープラ間（東回り）、25 km以上の連続地下区間となった。
山岳トンネルとしては2024年に開通したパーサデットトンネル（5409 m）が最長で、1世紀ぶりに記録が更新されたことになる。

## 一覧
- 名称
  - メトロの地下区間（地下鉄）は路線名を記載[注釈 3]。
  - 日本語名称は、既に立項されている記事、関連する地名などを基にしている。表記ゆらぎが存在する可能性もある。
  - メトロの路線名は、儀礼的な正式名でなく俗称（ラインカラ―）を用いる。
  - 建設中のものについては仮称を含む。
  - 名称語尾の「トンネル」「Tunnel」は省略。タイ語では語頭にอุโมงค์が付与されるが同様である。
- 路線
  - 便宜上、メトロ路線については事業者名を示す。
- 延長
  - メートル(ｍ)単位の資料と、キロメートル(km)単位の資料が混在している。後者の場合は概数となる。
  - 2つの単線トンネルが併設された箇所は、上下ごとの延長が不明な場合、共通とみなす。
- 用途は以下の2種類に定める。
  - 国鉄 : タイ国鉄在来線
  - MRT : バンコク・メトロ
    - ARL（エアポート・レール・リンク）のスワンナプーム国際空港駅は地下に存在するが、詳細非公表のため省略した。
    - 建設中の高速鉄道は情報が乏しいため省略した。
- 貫通/供用
  - 完成前、供用前のトンネルについては予定年。

|        | 名称                                       | 県                           | 県                           | 路線             | 位置                                          | 延長/m  | 用途 | 着工   | 貫通   | 供用   | 備考                                                                     |
| 起点方 | 名称                                       | 終点方                       |                              | 路線             | 位置                                          | 延長/m  | 用途 | 着工   | 貫通   | 供用   | 備考                                                                     |
| ------ | ------------------------------------------ | ---------------------------- | ---------------------------- | ---------------- | --------------------------------------------- | ------- | ---- | ------ | ------ | ------ | ------------------------------------------------------------------------ |
| 1      | ■ブルーライン Blue Line สายสีน้ำเงิน          | バンコク都                   | バンコク都                   | バンコク・メトロ | タオプーン駅 - バーンスー駅                   | 非公表  | MRT  | 2011年 |        | 2017年 | 上下別 延長は公表値(20 km + 5.4 km）。                                   |
| 1      | ■ブルーライン Blue Line สายสีน้ำเงิน          | バンコク都                   | バンコク都                   | バンコク・メトロ | バーンスー駅 - フアランポーン駅               | 020,000 | MRT  | 1998年 | 2002年 | 2004年 | 上下別 延長は公表値(20 km + 5.4 km）。                                   |
| 1      | ■ブルーライン Blue Line สายสีน้ำเงิน          | バンコク都                   | バンコク都                   | バンコク・メトロ | フアランポーン駅 - タープラ駅                 | 05,400  | MRT  | 2011年 |        | 2019年 | 上下別 延長は公表値(20 km + 5.4 km）。                                   |
| 2      | パーサデット Pha Sadet ผาเสด็จ              | サラブリー県                 | サラブリー県                 | 東北本線         | マップカバオ駅 - ムワックレック駅             | 05,409  | 国鉄 | 2018年 | 2022年 | 2024年 | 上下別 ヒンラップトンネルより起点側                                      |
| 3      | クンターン Khun Tan ขุนตาน                  | ラムパーン県                 | ラムプーン県                 | 北本線           | メータンノーイ駅 - クンターン駅               | 01,362  | 国鉄 | 1907年 | 1918年 | 1918年 | 単線 タイの代表的鉄道トンネル                                            |
| 4      | プラプッタチャイ Phra Putthachai พระพุทธฉาย | ウッタラディット県           | ウッタラディット県           | 東本線           | ウィハーンデーン駅 - ブヤイ駅                 | 01,222  | 国鉄 | 2016年 | 2017年 | 2020年 | 上下別、開通時は単線（西側のみ） 増設トンネルはPhra Putthachai 2とも呼ぶ |
| 4      | プラプッタチャイ Phra Putthachai พระพุทธฉาย | ウッタラディット県           | ウッタラディット県           | 東本線           | ウィハーンデーン駅 - ブヤイ駅                 | 01,197  | 国鉄 | 1993年 | 1994年 | 1995年 | 上下別、開通時は単線（西側のみ） 増設トンネルはPhra Putthachai 2とも呼ぶ |
| 6      | カーオプルーン Khao Phlueng เขาพลึง         | ウッタラディット県           | プレー県                     | 北本線           | パントンプン駅 - カーオプルーン停車場         | 0362    | 国鉄 |        | 1910年 | 1911年 | 単線 壁面コンクリート仕上げ                                              |
| 7      | ヒンラップ Hin Lap หินลับ                    | サラブリー県                 | サラブリー県                 | 東北本線         | マップカバオ駅 - ムワックレック駅             | 0260    | 国鉄 |        |        | 2024年 | 鉄道用としてタイ唯一の複線トンネル                                       |
| 8      | ボーファイ Bo Fai บ่อฝ้าย                    | プラチュワップキーリーカン県 | プラチュワップキーリーカン県 | 南本線           | フアイサイタイ駅 - フワヒン駅                 | 0250 ※  | 国鉄 |        |        |        | 上下別 フワヒン空港直下のカルバート ※ 全長は地図からの推測               |
| 9      | チョンケーオ Chong Khao ช่องเขา             | ナコーンシータンマラート県   | ナコーンシータンマラート県   | 南本線           | チョンケーオ駅 - ロンピブーン駅               | 0235.9  | 国鉄 |        |        | 1914年 | 単線                                                                     |
| 10     | カオファンホーイ Khao Phang Hoei เขาพังเหย  | ロッブリー県                 | ロッブリー県                 | 東北本線支線     | ヨークカリー駅 - チョンサラーン駅             | 0235.6  | 国鉄 |        |        | 1967年 | 単線 ブアヤイ支線                                                        |
| 11     | フアイメーラン Huai Mae Lan ห้วยแม่ลาน       | プレー県                     | プレー県                     | 北本線           | バーンピン駅 - パーカーン駅                   | 0130    | 国鉄 |        |        | 1915年 | 単線                                                                     |
| 12     | パントゥムコップ Pang Tub Khob ปางตูบขอบ    | ウッタラディット県           | ウッタラディット県           | 北本線           | パントンプン駅 - カーオプルーン停車場         | 0120    | 国鉄 |        | 1909年 | 1911年 | 単線 鉄道用でタイ最古 壁面レンガ仕上げ                                   |
| 990    | ■パープルライン Purple Line สายสีม่วง        | バンコク都                   | バンコク都                   | バンコク・メトロ | タオプーン駅 - ダオカノン駅                   | 014,390 | MRT  | 2022年 | 建設中 | 建設中 | 上下別 延長は地下区間延長の公表値                                        |
| 991    | ■オレンジライン Orange Line สายสีส้ม         | バンコク都                   | バンコク都                   | バンコク・メトロ | タイ文化センター駅 - クローンバーンマー駅     | 013,300 | MRT  | 2017年 | 2021年 | 2028年 | 上下別 延長は地下区間延長の公表値                                        |
| 9990   | ソーン สอง                                 | プレー県                     | プレー県                     | 北本線支線       | ソーン駅 - メーティープ停車場                 | 01,175  | 国鉄 |        | 建設中 | 建設中 | ガーオトンネルより起点側                                                 |
| 9991   | ガーオ งาว                                 | プレー県                     | ラムパーン県                 | 北本線支線       | ソーン駅 - メーティープ停車場                 | 06,240  | 国鉄 |        | 建設中 | 建設中 | 6,375 mとする説あり                                                      |
| 9992   | メーカー แม่กา                              | パヤオ県                     | パヤオ県                     | 北本線支線       | ポンタオ停車場 - パヤオ大学駅                 | 02,700  | 国鉄 | 2023年 | 建設中 | 建設中 |                                                                          |
| 9993   | ドイルアン ดอยหลวง                         | チェンライ県                 | チェンライ県                 | 北本線支線       | バーンパーサーン分岐駅 - バーンキイアン停車場 | 03,400  | 国鉄 |        | 建設中 | 建設中 |                                                                          |
| 9999   | ラムタコーン Lam Takhong ลำตะคอง           | ナコーンラーチャシーマー県   | ナコーンラーチャシーマー県   | 東北本線         | クローンカーナンチィッ駅 - クローンパイ駅     | 01,170  | 国鉄 |        | 建設中 | 建設中 | 上下別 全長は概算                                                        |